# Даниил Москополец
Даниил Москополски или Москополец (на гръцки: Δανιήλ Μοσχοπολίτης), Даниил Мосхополитис, или Даниил Михаил Хаджи е гръцки учен с армънски корени, автор на четириезичен речник на четирите езика, говорени в Македония.

## Биография
Даниил от Москополе е роден през 1754 година в големия град Москополе, културен и търговски център на Балканите в това време. Учи при Теодорос Кавалиотис, професор от XVIII век и директор на „Нова академия“. През 1794 г. Даниил съставя четириезичен речник, наречен „Уводно обучение“ (Εισαγωγική διδασκαλία), на ромейски (тоест гръцки), влашки (тоест армънски), български (на базата на битолския и охридския говор) и арванитски (тоест албански), който издава в печатницата в Москополе. Това става с помощта на митрополит Нектарий Пелагонийски. Чрез него Даниил се е надявал, че ще убеди албанците, армъните и българите да изоставят „варварските си езици“, ще изучават само гръцки и в крайна сметка ще се погърчат. Книгата му е преиздадена през 1802 година в Дубровник или Венеция.
Даниил умира през 1825 година.